# Amália de Saxe-Hildburghausen
Sofia Amália Carolina de Saxe-Hildburghausen (21 de  Julho de 1732, Hildburghausen - 19 de Junho de 1799, Öhringen), foi uma princesa de Saxe-Hildburghausen e, por casamento, duquesa de Hohenlohe-Neuenstein-Oehringen.

## Vida
Amália era a filha mais nova de Ernesto Frederico II, Duque de Saxe-Hildburghausen e da sua esposa, a princesa Carolina Amália, filha de Filipe Carlos, Conde de Erbach-Fürstenau.
Casou-se a 28 de Janeiro de 1749 em Hildburghausen com o príncipe Luís de Hohenlohe-Neuenstein-Oehringen (23 de Maio de 1723 – 27 de Julho de 1805). Juntos, tiveram apenas um filho, o príncipe Carlos Luís Frederico (20 de Abril de 1754 – 28 de Fevereiro de 1755).
Uma vez que não tiveram mais filhos, as terras de Luís passaram para Hohenlohe-Ingelfingen após a sua morte.
Em 1770, Amália convidou o seu irmão Eugénio - e, mais tarde, a sua esposa, quando os dois se casaram em 1778 - que tinha caído em desgraça para viver na corte de Öhringen, onde permaneceu com a esposa até à morte de ambos (em 1795 e 1790, respectivamente).
Foi sepultada ao lado do marido num local especial na Igreja Colegial de Öhringen. Nesse local, que se encontra no transepto sul, o escultor Johann Gottfried Schadow criou um relevo em mármore em estilo neo-classicista para comemorar as bodas de ouro do casal que se celebraram em 1799.

## Genealogia
| Amália de Saxe-Hildburghausen | Pai: Ernesto Frederico II, Duque de Saxe-Hildburghausen | Avô paterno: Ernesto Frederico I, Duque de Saxe-Hildburghausen | Bisavô paterno: Ernesto, Duque de Saxe-Hildburghausen         |
| Amália de Saxe-Hildburghausen | Pai: Ernesto Frederico II, Duque de Saxe-Hildburghausen | Avô paterno: Ernesto Frederico I, Duque de Saxe-Hildburghausen | Bisavó paterna: Sofia de Waldeck                              |
| Amália de Saxe-Hildburghausen | Pai: Ernesto Frederico II, Duque de Saxe-Hildburghausen | Avó paterna: Sofia Albertina de Erbach-Erbach                  | Bisavô paterno: Jorge Luís I, Conde de Erbach-Erbach          |
| Amália de Saxe-Hildburghausen | Pai: Ernesto Frederico II, Duque de Saxe-Hildburghausen | Avó paterna: Sofia Albertina de Erbach-Erbach                  | Bisavó paterna: Amália Catarina de Waldeck-Eisenberg          |
| Amália de Saxe-Hildburghausen | Mãe: Carolina de Erbach-Fürstenau                       | Avô materno: Filipe Carlos, Conde de Erbach-Fürstena           | Bisavô materno: Jorge Alberto II, Conde de Erbach-Fürstenau   |
| Amália de Saxe-Hildburghausen | Mãe: Carolina de Erbach-Fürstenau                       | Avô materno: Filipe Carlos, Conde de Erbach-Fürstena           | Bisavó materna: Ana Doroteia Cristina de Hohenlohe-Waldenburg |
| Amália de Saxe-Hildburghausen | Mãe: Carolina de Erbach-Fürstenau                       | Avó materna: Carlota Amália de Kunowitz                        | Bisavô materno: João Dietrich, Conde de Kunowitz              |
| Amália de Saxe-Hildburghausen | Mãe: Carolina de Erbach-Fürstenau                       | Avó materna: Carlota Amália de Kunowitz                        | Bisavó materna: Doroteia de Lippe-Brake                       |